# Vela nos Jogos Pan-Americanos de 2011 - Lightning
A competição da classe Lightning foi um dos eventos da vela nos Jogos Pan-Americanos de 2011, em Guadalajara. Foi disputada no Vallarta Yacht Club, em Puerto Vallarta, entre os dias no dia 17 e 23 de outubro.

## Calendário
Horário local (UTC-6).
| Data          | Horário | Fase              |
| ------------- | ------- | ----------------- |
| 17 de outubro | 13:15   | Regata 1          |
| 17 de outubro | 14:42   | Regata 2          |
| 18 de outubro | 13:18   | Regata 3          |
| 18 de outubro | 16:03   | Regata 4          |
| 19 de outubro | 13:26   | Regata 5          |
| 19 de outubro | 15:02   | Regata 6          |
| 21 de outubro | 14:14   | Regata 7          |
| 21 de outubro | 15:35   | Regata 8          |
| 22 de outubro | 13:57   | Regata 9          |
| 22 de outubro | 15:12   | Regata 10         |
| 23 de outubro | 13:18   | Regata da medalha |

## Medalhistas
|  | CHI Chile                                       |  | USA Estados Unidos              |  | BRA Brasil                                   |
|  | Alberto González Diego González Cristian Herman |  | Jody Lutz Derek Gauger Jay Lutz |  | Cláudio Biekarck Marcelo Silva Gunnar Ficker |

## Resultados
Na regata da medalha (M), somente os cinco melhores colocados até a 10ª regata participam. Nessa regata, a pontuação perdida é multiplicada por 2. O vencedor é aquele que obtiver um menor número de pontos perdidos. A pior pontuação é desconsiderada na classificação final.
| Pos.              | Velejadores                                                         | Regata | Regata | Regata | Regata | Regata | Regata | Regata | Regata | Regata | Regata | Regata | Total de pontos | Pontuação final |
| Pos.              | Velejadores                                                         | 1      | 2      | 3      | 4      | 5      | 6      | 7      | 8      | 9      | 10     | M      | Total de pontos | Pontuação final |
| ----------------- | ------------------------------------------------------------------- | ------ | ------ | ------ | ------ | ------ | ------ | ------ | ------ | ------ | ------ | ------ | --------------- | --------------- |
| Medalha de ouro   | CHI Chile Alberto González Diego Gonzalez Cristian Herman           | 4      | 2      | 4      | 1      | (6)    | 1      | 2      | 1      | 3      | 2      | 6      | 32              | 26              |
| Medalha de prata  | USA Estados Unidos Jody Lutz Derek Gauger Jay Lutz                  | 1      | 3      | 1      | (6)    | 4      | 2      | 4      | 2      | 2      | 3      | 10     | 38              | 32              |
| Medalha de bronze | BRA Brasil Cláudio Biekarck Marcelo Silva Gunnar Ficker             | 3      | 1      | (7)    | 2      | 2      | 3      | 5      | 3      | 6      | 1      | 8      | 41              | 34              |
| 4                 | CAN Canadá Peter Hall Megan Armitage Chantal Leger                  | 2      | 6      | 6      | 4      | 3      | (7)    | 3      | 4      | 4      | 4      | 2      | 45              | 38              |
| 5                 | ECU Equador Juan Miguel Santos Sebastián Herrera Juan Andrés Santos | 5      | 4      | 3      | (7)    | 5      | 6      | 1      | 5      | 1      | 5      | 4      | 46              | 39              |
| 6                 | ARG Argentina Juan Cloos Carlos de Mare Julian de Mare Villar       | 6      | 5      | 2      | 3      | 1      | 4      | 6      | (7)    | 5      | 6      | –      | 45              | 38              |
| 7                 | MEX México Aroldo de Rienzo Gerrit Gentry Kenneth Porter            | (7)    | 7      | 5      | 5      | 7      | 5      | 7      | 6      | 7      | 7      | –      | 63              | 56              |

### Vela
| M   | Regata da Medalha da qual só participam os dez primeiros colocados das regatas anteriores  |  |  | CAN | Regata cancelada |
| BFD | Desclassificado por bandeira preta (Black Flag Disqualified)                               |  |  |     |                  |
| UFD | Desclassificado por bandeira "U" (U Flag Disqualified)                                     |  |  |     |                  |
| OCS | Largada queimada (On the Course Side of the starting line)                                 |  |  |     |                  |
| DNE | Desclassificação sem eliminação (infração a um item do regulamento da prova – Did Not End) |  |  |     |                  |